# Einar Hanock Johansson
Einar Hanock Johansson, eller Einar Hanock, född 5 februari 1932, död 5 februari 1995, var en svensk möbelsnickare. 
Einar Hanock Johansson utbildade sig på Anders Ljungstedts hantverksskola i Linköping, och arbetade sedan som snickare i Linköping. Han grundade senare en möbelverkstad i Ulrika för tillverkning av högkvalitetsmöbler som kabinettskåp, knivar och andra hantverksprodukter av trä. Merparten av möblerna såldes utomlands, bland annat till USA.